# 雷库尔索兰迪亚
雷库尔索兰迪亚是巴西托坎廷斯州的一个市镇。总面积2216.65平方公里，总人口3665人，人口密度1.7人/平方公里。